# 杨玉霞毁容案
杨玉霞毁容案，是1996年9月11日的发生在上海的一起硫酸毁容致残案，28岁女教师杨玉霞婚外恋不成，向其外遇对象的妻女浇泼高浓度硫酸，造成被害人母女面部和身体严重受伤，三个月后，杨玉霞本人被执行枪决。由于凶手的偏执狠毒，导致此案一度轰动上海，震惊全国。

## 案件经过

### 作案背景
杨玉霞生于工人之家，高中毕业后就读于一所中等师范学校，毕业后分配到小学教书，平日言语不多，但工作认真。在感情生活中杨玉霞过的不十分如意，初恋男友背叛了她，悲愤之下曾一把火烧了男友的家器。1991年，她与相识仅半年的丈夫结婚，可在婚后生活中情感不合，两人常为鸡毛蒜皮的小事吵架，尤其在杨玉霞生下女儿后，她感到丈夫重男轻女的思想很重，两人夫妻生活似有似无。
1995年，回到娘家的杨玉霞遇到了同样家庭生活不如意的老邻居徐国初，俩人情投意合，很快成了一对婚外情人，并在外租房同居偷欢。但是数月后杨玉霞发现，徐国初与其交往仅仅是为了满足自己的生理需要而不可能与他妻子离婚。同年8月，两人开始了争吵，并且吵到了派出所和徐国初家中。
8月8日，徐国初在杨玉霞同事候燕家中正式向杨玉霞表明分手，并拿出5000元作为补偿，杨玉霞大怒并扬言“要让徐国初全家不太平”，两人不欢而散。此后，徐国初还找到开鲁新村第一小学的党支部书记坦白两人的婚外情，试图通过杨玉霞单位的领导来平息两人的感情纠葛，可是徐国初的坦白更加激怒了杨玉霞，她认为自己的家庭不但毁了，而且在学校和社会上都失去了面子，于是萌生了报复徐国初的想法，她在给自己的丈夫写下一份遗书后开始了她的报复计划。

### 作案过程
1996年9月11日中午12点55分，杨玉霞来到杨浦区殷行路第一小学，将徐国初的女儿，年仅8岁的该校三年级学生徐丽君带到附近一个建筑工地旁，以帮她洗头为借口将浓度为95%的硫酸从这位女童的头顶浇下。徐丽君跑到路边求救，随后被路人送往医院。几分钟后，杨玉霞骑自行车到徐丽君家，又将硫酸泼向了她的母亲，36岁的顾夏萍。

## 审判
1996年12月10日上午9时55分，上海市高级人民法院以伤害无辜、手段残忍、后果严重驳回杨玉霞上诉，维持原判死刑，立即执行。10时50分，杨玉霞被依法枪决。

## 案后
1996年10月20日，杨玉霞案发后第40天的傍晚，她婆婆经受不住打击，突发脑溢血离世，年仅53岁。
毁容案导致8岁女童徐丽君毁容并双眼失明，在长海医院接受治疗，四年内总共做了3次眼科手术，但均无成效，右眼已完全失明，左眼仍有光感。她80%的皮肤被硫酸浇伤，经过十几次的植皮手术，半边头发也因灼伤的头皮都掉光。